# Villiers-Saint-Georges
Villiers-Saint-Georges is een gemeente in het Franse departement Seine-et-Marne (regio Île-de-France) en telt 1130 inwoners (2005). De plaats maakt deel uit van het arrondissement Provins.

## Geografie
De oppervlakte van Villiers-Saint-Georges bedraagt 33,1 km², de bevolkingsdichtheid is 34,1 inwoners per km².
De onderstaande kaart toont de ligging van Villiers-Saint-Georges met de belangrijkste infrastructuur en aangrenzende gemeenten.

## Demografie
Onderstaande figuur toont het verloop van het inwonertal (bron: INSEE-tellingen).